# Josep Maldonado i Gili
Josep Maldonado i Gili (Coma-ruga, 5 de novembre de 1952) és un polític català, exdiputat al Parlament de Catalunya, al Congrés dels Diputats i exsenador.

## Biografia
Ha treballat com a administrador de finques i ha estat regidor de l'Ajuntament del Vendrell per CiU entre el 1979 i el 1987 i diputat provincial en la Diputació de Tarragona el mateix període on formà part de diverses comissions, entre elles la de Cultura i Esports, president la de Sanitat i Serveis Socials, essent a la vegada, portaveu del grup de CiU. Va ser membre fundador i 1r president de l'Associació de Veïns de Coma-ruga.
Des de l'any 1984 va ser delegat territorial del Govern de la Generalitat de Catalunya a Tarragona. Com a delegat del Govern va assistir a diversos països de l'estranger: Bree (Bèlgica), Volpago (Itàlia), Bingen (alemanya), Bardejou (Eslovàquia) i Sabaudia (Itàlia).
Va ser diputat al Parlament de Catalunya des del desembre de 1995 fins al febrer de 1997. L'any 2000, va ser elegit diputat al Congrés de Madrid encapçalant les llistes de CiU per la demarcació de Tarragona, sent membre de les comissions de Cooperació Internacional pel desenvolupament, agricultura, afers exteriors i portaveu de la Comissió de Defensa, també ha sigut membre de l'Assemblea Parlamentària de l'OTAN. És, a més, exdirectiu de la Fundació d'exjugadors del FC Barcelona i exsecretari General de l'Esport (març 2002 – gener 2004). Fou elegit diputat per Tarragona a les eleccions generals espanyoles de 2000 i 2004. Durant la IX legislatura va ser senador per designació autonòmica per CiU.
Els mesos d'agost ha organitzat a Coma-ruga un torneig de futbol platja que anomenà en honor del seu amic Eduard Manchón i Molina, exjugador del Barça de les Cinc Copes ja traspassat. El Diari de Tarragona va publicar l'any 2011 que Maldonado tenia un patrimoni de 20 pisos, 25 pàrkings, 10 locals i més de dos milions en accions.